# Helene Lincke-Resch
Helene Lincke-Resch (* 21. Januar 1838 in Greiz; † 1914 in Dresden) war eine deutsche Schriftstellerin.

## Leben
Ihr Vater, Franz Volkmar Resch, war Collaborator an Schule und Kirche in Greiz. Er wurde nach Tzschirma bei Greiz als Pfarrer versetzt. Bis zum 9. Lebensjahre besuchte sie den Unterricht in der Dorfschule und wurde dann mit ihren Brüdern von einem Privatlehrer unterrichtet. In Jena führte sie mehrere Jahre lang den Haushalt ihrer Brüder. Sie kehrte ins Elternhaus zurück und begann hier ihre schriftstellerische Tätigkeit für Zeitschriften. Mit ihren Eltern zog sie nach der Pensionierung des Vaters nach Zeulenroda und später nach Schleiz. Nach dem Tode des Vaters zog sie nach Bad Elster, dann nach Dresden und nach Leipzig. Hier heiratete sie 1893 den Veteran und Privatgelehrten Christian Gottfried Lincke. Ihr Mann starb schon im Jahr 1894. Ihre Schriften erschienen großenteils im Selbstverlag und wurden von wohlhabenden Gönnern subventioniert.

## Werke
- Die Frau. Ein schreiender Stein. Beitrag zur Lösung der Frauenfrage. Selbstverlag, Adorf/Elster 1880.
- Der brave Mann. Eine vogtländische Erzählung. Schleiz 1880.
- Verschiedene Ehefrauen oder Aus Liebe. Skizzen aus dem Eheleben. Selbstverlag, Leipzig/Dresden 1880.
- Verschiedene Kurgäste und Elsteraner und Kurgäste. Skizzen aus dem Badeleben in Elster. Selbstverlag, Bad Elster 1882.
- Die Fürstin und ihr Landeskind, oder Erbarme Dich meiner! Erbarme Dich unser! Socialistisch gehaltene Erzählung für alle Stände. Dresden 1888.
- Sein Rechtsstandpunkt. Social-politisch gehaltene Skizze. Selbstverlag, Leipzig 1889.
- Eine Appellation oder sofort zum Protest. Mein Lebensbild. Selbstverlag, Bad Elster/Adorf 1890.
- Ein Zehnthalerschein und Die letzte Erquickung. Erzählungen für das Volk. Selbstverlag, Bad Elster 1890.
- Das Wörtlein. Eine Erzählung. Selbstverlag, Bad Elster 1890.
- Die beiden Reisegefährten. Eine Erzählung. Selbstverlag, Schleiz 1890.
- Der kleine schöne Pantoffel. Erzählung. Leipzig 1890.
- Der Kuppelpelz. Eine Erzählung aua dem Volksleben. Leipzig/Dresden 1890.
- Die Kinner! - Die Kinner! oder Axt und Gesangbuch. Eine kleine Erzählung für das Volk. Leipzig 1890.
- Die öffentliche Meinung. Nachtragsberichtigung und Interpollation. Dresden 1890.
- Robert und Agathe oder als bessere Witwe. Ein Zeitbild aus der Großstadt. Dresden/Leipzig 1890.
- Die oberen Zehntausend und der verschämte Arme. Beitrag zur Lösung der Mittelstandsfrage, ein Appell an die deutschen Männer und Frauen des 19. Jahrhunderts. Selbstverlag, Dresden/Leipzig 1893.
- Vogtländische Erzählungen.1893.[1]
- Im Bunde. Skizzen aus Leipzig und Bad Elster. Selbstverlag, Dresden/Leipzig 1894.
- Die drei Kreuze. Kleine Erzählung für das Volk. 3. Aufl. Leipzig 1895.[1]
- Im Lichte der Unsterblichkeit. Ein Beitrag zur Erweiterung der christlichen Geisteskultur. Selbstverlag, Leipzig 1896.
- Pastorenspiegel. Appell an die deutsch-evangelische Geistlichkeit und geistesverwandten Kreise. Dresden 1897.[1]
- Dachten die Großen an ihn? Erzählung für das Volk. Selbstverlag, Leipzig/Dresden 1898.
- Das rettende Kind. Erzählung aus Reußenland. 1901.[1]
- Robert und Agathe, oder: Als bessere Witwe. Antwort auf die Frage eines Leipziger Rechtsanwalts. Selbstverlag, Leipzig 1903.
- Der Emporkömmling und die moderne Frau. Selbstverlag, Dresden 1904.
- Der Leipziger Wanderdichter. Ethische Eindrücke aus Leipzig, Dresden und Weißeritztal. 3 Bände. Selbstverlag, Dresden/Leipzig 1906–1908.
- Ein Stimmungsbild. Leipzig, Selbstverlag. o. J.
- Die Antikritik. Selbstverlag, Leipzig o. J.
- Professor Bücherwurm. Dresden o. J.[1]
- Die Witwe des Mittelstandes. Selbstverlag, Leipzig o. J.[1]
- Was ist Erwerbsförderung? Für die liebe Kirche armt's nicht. Das Bekenntnis des Arbeiters. Leipzig o. J.[1]